# Christian Nourrichard

Wappen von Christian Nourrichard

Christian Philippe Pierre Robert Nourrichard (* 24. Mai 1948 in Notre-Dame-de-Bondeville, Seine-Maritime) ist ein französischer Geistlicher und emeritierter römisch-katholischer Bischof von Évreux.

## Leben
Christian Nourrichard empfing am 23. Juni 1974 die Priesterweihe.
Papst Benedikt XVI. ernannte ihn am 22. Oktober 2005 zum Koadjutorbischof von Évreux. Der Erzbischof von Rouen, Jean-Charles Marie Descubes, spendete ihm am 18. Dezember desselben Jahres die Bischofsweihe; Mitkonsekratoren waren Jacques David, Bischof von Évreux, und Joseph Marie Louis Duval, Alterzbischof von Rouen. Als Wahlspruch wählte er Verbum caro factum est („Das Wort ward Fleisch“).
Mit der Emeritierung Jacques Davids folgte er ihm am 28. Januar 2006 als Bischof von Évreux nach. Papst Franziskus nahm am 2. Juni 2023 das von Christian Nourrichard aus Altersgründen vorgebrachte Rücktrittsgesuch an.